# 13 aprile
Il 13 aprile è il 103º giorno del calendario gregoriano (il 104º negli anni bisestili). Mancano 262 giorni alla fine dell'anno.

## Eventi
- 947 – Ugo di Provenza abdica in favore di suo figlio Lotario II che è acclamato unico re d'Italia
- 1111 – Papa Pasquale II e diversi cardinali vengono presi in ostaggio dalle truppe di Enrico V, il quale si autoproclama imperatore del Sacro Romano Impero
- 1147 - Papa Eugenio III, con la bolla Divina dispensatione, autorizza i combattenti del Nord Europa, guidati dal duca di Sassonia Enrico il Leone, a muovere la guerra santa contro gli Slavi pagani oltre l'Elba invece che verso l'area Siro-Palestinese
- 1180 – Federico I Barbarossa emana la cosiddetta Carta di Gelnhausen, con la quale annuncia la confisca del Ducato di Sassonia e la sua divisione in due territori separati, assegnati rispettivamente all'arcivescovo Filippo di Colonia e al conte di Anhalt Bernardo di Sassonia
- 1204 – Costantinopoli capitola all'assedio posto dalle milizie della 4ª crociata
- 1361 – Galeazzo II Visconti fonda l'Università degli Studi di Pavia su decreto dell'imperatore Carlo IV di Lussemburgo
- 1612 – Miyamoto Musashi sconfigge Sasaki Kojirō nell'isola di Funa-jima
- 1769 – James Cook arriva a Tahiti dopo un viaggio di oltre un anno dall'Inghilterra
- 1777 – Rivoluzione americana: gli statunitensi sono sconfitti dai britannici nella battaglia di Bound Brook, in New Jersey
- 1791 – Rivoluzione francese: papa Pio VI dichiara non dovuto il giuramento di fedeltà di preti e religiosi al regime
- 1796 – Le truppe asburgiche, insieme a quelle piemontesi si scontrano a Millesimo contro le truppe francesi del generale Napoleone Bonaparte; l'esercito francese non ottiene una netta vittoria sul campo di battaglia, tuttavia riesce a dividere le due forze avversarie decretando così la fine della loro collaborazione bellica
- 1829 – Atto di emancipazione: il Parlamento inglese accorda la libertà di religione al cattolicesimo romano
- 1848 – Il parlamento siciliano decreta la decadenza dei Borbone delle Due Sicilie dal trono dell'isola
- 1861 – Guerra civile americana: Fort Sumter si arrende alle forze confederate
- 1863 – In esilio volontario sull'isola di Caprera, a nord della Sardegna, il generale Giuseppe Garibaldi riceve 37 visitatori mentre è ancora costretto a letto dalla ferita alla gamba
- 1865 – Guerra civile americana: Raleigh, Carolina del Nord è occupata dalle Forze dell'Unione
- 1870 – Viene fondato il Metropolitan Museum of Art di New York
- 1873 – Più di 60 afroamericani vengono uccisi nel Massacro di Colfax
- 1895 – A Boscoreale, paesino alle falde del Vesuvio, si ritrovano i resti della villa romana di Lucio Erennio Floro, sepolta dall'eruzione del 79; i reperti, venduti all'asta, alla morte dell'acquirente andranno al Museo del Louvre di Parigi
- 1919 – Nasce il Governo provvisorio della Repubblica di Corea
- 1919 – Massacro di Amritsar: India, il generale inglese Reginald Dyer, al comando di truppe britanniche e Gurkha fa aprire il fuoco contro la folla durante una manifestazione nell'Amritsar, causando 379 morti ed oltre 1000 feriti
- 1941 – Seconda guerra mondiale: viene firmato a Mosca il Patto di non aggressione tra URSS e Giappone
- 1943 – Seconda guerra mondiale: Radio Berlino annuncia il ritrovamento di fosse comuni nelle foreste di Katyn presso Smolensk, in URSS; anni dopo si confermerà trattarsi di circa 15000 ufficiali polacchi uccisi dalla polizia segreta di Stalin
- 1944 – Vengono stabilite le relazioni diplomatiche tra la Nuova Zelanda e l'Unione Sovietica
- 1945 – Seconda guerra mondiale: truppe tedesche sterminano più di 1000 prigionieri provenienti da Mittelbau-Dora a Gardelegen, Germania
- 1945 – Seconda guerra mondiale: i resti dell'esercito tedesco, asserragliati a Vienna, si arrendono dopo dieci giorni di assedio alle truppe sovietiche dei generali Malinovskij e Tolbuchin
- 1948 – Le forze arabe compiono il Massacro del convoglio medico di Hadassah
- 1960 – Gli USA lanciano il Transit 1-B
- 1966 – Il presidente dell'Iraq Abd al-Salam Arif muore precipitando con l'elicottero durante una tempesta di sabbia
- 1970 – Esplosione di un serbatoio di ossigeno a bordo dell'Apollo 13
- 1972 – Guerra del Vietnam: comincia la battaglia di An Loc
- 1975 – Comincia la guerra civile libanese
- 1986 – Papa Giovanni Paolo II visita il Tempio Maggiore di Roma: è la prima volta nella storia che un papa entra in una sinagoga
- 1987 – Portogallo e Cina firmano un trattato secondo cui Macao sarebbe tornato alla Cina nel 1999
- 1990 – Unione Sovietica: in linea con la Perestrojka, Michail Gorbačëv ammette la verità sul Massacro di Katyn'
- 1997 – Tiger Woods diventa il golfista più giovane a vincere il The Masters
- 2003 – Guerra in Iraq: ritrovati e liberati i prigionieri USA[non chiaro]; la città di Tikrit, da cui proviene la famiglia di Saddam Hussein, resta ancora in mano al regime
- 2017
  - Gli USA lanciano la più grande arma non-nucleare nella provincia di Nangarhar in Afghanistan
  - Istanbul: primo congresso dei democratici islamici, a cui partecipano tra gli altri il primo ministro turco Recep Tayyip Erdoğan e il ministro degli esteri giordano Marwan Muasher
  - Viene emesso negli USA un francobollo commemorativo per Henry Mancini
- 2019 - Allo Spazioporto di Mojave viene effettuato il primo volo dello Scaled Composites Stratolaunch, l'aereo con la più grande apertura alare di sempre

## Nati
Ci sono circa 1 180 voci su persone nate il 13 aprile; vedi la pagina Nati il 13 aprile per un elenco descrittivo o la categoria Nati il 13 aprile per un indice alfabetico.

## Morti
Ci sono circa 510 voci su persone morte il 13 aprile; vedi la pagina Morti il 13 aprile per un elenco descrittivo o la categoria Morti il 13 aprile per un indice alfabetico.

## Feste e ricorrenze

### Internazionali
- Giornata internazionale del bacio

### Civili
Nazionali:
- Ecuador – Día del Maestro (Giorno degli insegnanti)
- Thailandia – Capodanno Thai

### Religiose
Cristianesimo:
- Sant'Albertino da Montone, abate
- San Caradoco, eremita nel Galles
- Santi Carpo, Papilo, Agatonica e compagni martiri
- Sant'Ermenegildo, martire
- Santa Margherita da Città di Castello, terziaria domenicana
- San Marice
- San Martino I, papa e martire
- San Marzio, abate in Alvernia
- Sant'Orso di Ravenna, vescovo
- San Sabas Reyes Salazar, martire
- Beati Francesco Dickenson e Miles Gerard, martiri
- Beato Jacopo da Certaldo, religioso
- Beati Giovanni Lockwood ed Edoardo Catherick, martiri
- Beata Ida di Boulogne, contessa, madre di Goffredo di Buglione
- Beata Ida di Lovanio, monaca a Val-des-Roses
- Beato Rolando Rivi, seminarista, martire
- Beato Scubilione Rousseau (Jean-Bernard Rousseau), lasalliano
- Beato Serafino Morazzone, sacerdote

Religione romana antica e moderna:
- Idi (Feriae Iovi)
- Natale di Giove Vittore (Iuppiter Victor)
- Natale di Giove Libertà (Iuppiter Libertas)

Buddhismo theravada:
- Songkran, capodanno buddhista, festeggiato in Birmania, Cambogia, Laos e Thailandia

Sikhismo:
- Vaisakhi, commemorazione della fondazione della Khalsa (confraternita religiosa)